# Eupithecia cariosa
Eupithecia cariosa là một loài bướm đêm trong họ Geometridae.